# Anii 1880 în film
- Anii 1870 în cinematografie — Anii 1880 în cinematografie — Anii 1890 în cinematografie

În anii 1880 au avut loc mai multe evenimente în industria filmului:
- 1880: Americanul George Eastman începe să comercializeze plăci uscate pentru fotografiere.
- 1880: Eadweard Muybridgee face o demonstrație publică a funcționării dispozitivului Zoopraxiscop, o lanternă magică prevăzută cu un disc rotativ pe care se află secvențe cronofotografice.

## Filme
Aceasta este o listă incompletă de filme produse în anii 1880:
- Roundhay Garden Scene (Louis le Prince, 1888).
- Leeds Bridge (Louis le Prince, 1888).
- Accordion Player (Louis le Prince, probabil în 1888).
- Leisurely Pedestrians, Open Topped Buses and Hansom Cabs with Trotting Horses (William Friese-Greene, 1889).

## Nașteri
1880:
- ianuarie 6, 1880, Tom Mix, (actor) (d. 1940)
- ianuarie 29, 1880, W.C. Fields, (actor) (d. 1946)
- martie 10, 1880, Bronco Billy Anderson, (actor) (d. 1971)
- aprilie 13, 1880, Charles Christie, (proprietar de studio de filme) (d. 1955)
- iunie 7, 1880, Thorleif Lund, (actor) (d. 1956)
- august 6, 1880, Hans Moser, (actor), (d. 1964)
- octombrie 23, 1880, Una O'Connor, (actriță) (d. 1959)
- decembrie 10, 1880, Fred Immler, (actor), (d. 1965)

1881:
- martie 4, 1881, Maude Fealy, (actriță) (d. 1971)
- noiembrie 24, 1881, Al Christie, (regizor și producător) (d. 1951)
- 12 august 1881, Cecil B. DeMille , (regizor și producător) (d. 1959)
- decembrie 5, 1881, René Cresté, actor, regizor (d. 1922)

1882:
- ianuarie 17, 1882, Noah Beery, (actor) (d. 1946)
- februarie 15, 1882, John Barrymore, (actor) (d. 1942)
- august 6, 1882, Ernst Eklund, (actor) (d. 1971)
- octombrie 20, 1882, Bela Lugosi, (actor) (d. 1956)

1883:
- ianuarie 10, 1883, Francis X. Bushman, (actor) (d. 1966)
- februarie 22, 1883, Marguerite Clark, (actriță) (d. 1940)
- februarie 23, 1883, Victor Fleming, (regizor) (d. 1949)
- aprilie 1, 1883, Lon Chaney, Sr., (actor) (d. 1930)
- mai 1, 1883, Tom Moore, (actor) (d. 1955)
- mai 23, 1883, Douglas Fairbanks, (actor) (d. 1939)
- august 19, 1883, Elsie Ferguson, (actriță) (d. 1961)
- decembrie 16, 1883, Max Linder, (actor) (d. 1925)

1884:
- ianuarie 13, 1884, Sophie Tucker, (cântăreață, actriță și comic) (d. 1966)
- februarie 14, 1884 - Nils Olaf Chrisander, (actor, regizor) (d. 1947)
- februarie 16, 1884, Robert J. Flaherty (producător de film) (d. 1951)
- aprilie 6, 1884, Walter Huston, (actor) (d. 1950)
- mai 10, 1884, Olga Petrova, (actriță) (d. 1977)
- august 7, 1884, Billie Burke, (actriță) (d. 1970)
- octombrie 4, 1884, Ida Wüst, (actriță) (d. 1958)

1889:
- Marioara Voiculescu, (actriță și regizoare română) (d. 1976)